# Eilema torstenii
Eilema torstenii là một loài bướm đêm thuộc phân họ Arctiinae, họ Erebidae.